# 絹撚記念館
絹撚記念館（けんねんきねんかん）は、群馬県桐生市巴町二丁目にある旧桐生撚糸会社の事務所棟である。
日本遺産（かかあ天下─ぐんまの絹物語─）構成文化財。

## 概要
桐生撚糸工場の事務所として大正6年（1917年）に建設され、現在では桐生市文化財保護課の事務室として利用されている。木骨石造で、外壁はセメント漆喰塗り、屋根は鉄板葺であるが建築当初はスレート瓦であった。
桐生撚糸合資会社は、明治35年（1902年）に当時の殖産興業政策により模範工場として設立され、明治41年（1911年）に模範工場桐生撚糸株式会社、大正7年（1918年）に日本絹撚株式会社となる。広い敷地をもつ大工場であったが、事務所棟のみ現存している。
平成6年（1994年）に「旧模範工場桐生撚糸合資会社事務所棟」の名称で桐生市指定重要文化財となった。